# Христофоров, Валерий Юрьевич
Валерий Юрьевич Христофоров (род. 6 сентября 1948, Москва) — советский и российский фотожурналист.

## Биография
Фотографией увлекался с детства. С 5 класса начал посещать фотокружок Дома медработников. В 1966 году оканчивает подшефную Фотохронике ТАСС московскую школу № 125 и начинает работать в Фотохронике ТАСС фотолаборантом. C 1967 по 1972 год ученик фотокорреспондента Фотохроники ТАСС Наума Самойловича Грановского. С 1979 по 1985 год учился на заочном отделении факультета журналистики МГУ им. М. В. Ломоносова, а после его окончания остается преподавать на факультете. С 1985 по 1988 год работает в основном в жанре политического фоторепортажа — личным фотографом Генерального секретаря ЦК КПСС Михаила Горбачёва и преподает на кафедре факультета журналистики МГУ им. М. В. Ломоносова. 1989 год — работа на первом Съезде народных депутатов СССР. После образования в Фотохронике ТАСС очерковой редакции начинает работать в жанре фотоочерка. В 1997 году прекращает работать в Фотохронике ТАСС и продолжает заниматься фотожурналистикой в фотослужбе газеты «Аргументы и факты».

## Признание
- 1973 — Лауреат международного фотоконкурса на X Всемирном фестивале молодежи и студентов.
- 1977 — 3 премия на фотоконкурсе FOTOREPORT-77 журнала FREIE WELT.
- 1981 — Диплом за участие в X международном фотоконкурсе INTERPRESSPHOTO-81.
- 1984 — Поощрительная премия (Honorable mention) международного фотоконкурса World Press Photo за фотосерию о литовской девочке Расе Прасцевичуте[5].
- 1989 — Серебряная медаль XIV международного фотоконкурса INTERPRESSPHOTO-89 за фотографию падающего инвалида «Равнодушие»[3][6].
- 2009 — Лауреат премии Союза журналистов России.

## Участие в выставках
- 1973 — международный фотоконкурс на X Всемирном фестивале молодежи и студентов. Берлин.
- 1977 — фотоконкурс FOTOREPORT-77 журнала FREIE WELT. Берлин.
- 1977 — VIII международный фотоконкурс INTERPRESSPHOTO-77. Москва.
- 1981 — X международный фотоконкурс INTERPRESSPHOTO-81.
- 1983 — «Встреча с Кампучией». Персональная фотовыставка. Дом Дружбы. Москва.
- 1984 — 27 международный фотоконкурс World Press Photo. Амстердам.
- 1988 — международный фотоконкурс HEALTH FOR ALL — ALL FOR HEALTH. Женева.
- 1989 — XIV международный фотоконкурс INTERPRESSPHOTO-89. Корея.
- 2008 — «Из века в век переходя». Персональная фотовыставка, приуроченная к 60-летию В. Ю. Христофорова. Объединение «Фотоцентр» Союза журналистов. Москва[3].
- 2010 — фотопроект «Иконы 1960—1980». Центр фотографии имени братьев Люмьер. Москва[7].
- 2011 — фотопроект «Иконы 1990». Центр фотографии имени братьев Люмьер. Москва[8].
- 2013 — «Московские истории. XX век». Центр фотографии имени братьев Люмьер. Москва[9].
- 2015 — «PROзавод. Индустриальная фотография в России. XX век». Центр фотографии имени братьев Люмьер. Москва[10].
- 2016 — фотопроект «GAUDЕAMUS: Из истории российского студенчества». Центр фотографии имени братьев Люмьер. Москва[11].
- 2017 — фотопроект «Главные кадры. ТАСС открывает фотоархивы». ТАСС. Москва[12].